# Lee Bo-ra
Lee Bo-ra (* 16. August 1986) ist eine südkoreanische Eisschnellläuferin. Sie ist auf Sprintstrecken spezialisiert.
Lee startet seit 2002 in bedeutenden internationalen Wettkämpfen. So gewann sie bei der Junioren-Weltmeisterschaft in Klobenstein Silber mit der Mannschaft, 2004 wurde sie in diesem Wettbewerb in Roseville Sechste. Beide Jahre belegte sie im Mini-Vierkampf den 19. Platz. Auch an südkoreanischen Meisterschaften nimmt sie seit Ende 2002 teil. 2003 gewann sie sowohl im Sprintvierkampf als auch im Kleinen Vierkampf und über 500 Meter Silber, über 1000 Meter Bronze. 2004 kam Bronze im Mini-Vierkampf sowie über 1500 Meter hinzu. 2003 gewann sie wieder Bronze im Sprintvierkampf und über 500 Meter. 2007 konnte sie erstmals im Sprintvierkampf einen Titel als Südkoreanische Meisterin gewinnen. Hinzu kam Silber über 500 und 1000 Meter.
Im Weltcup debütierte Lee im November 2004 in Kearns als 34. über 500 Meter. Im Dezember 2007 konnte sie als Neunte über 500 Meter in Heerenveen erstmals unter die Besten zehn des Weltcups laufen. Bisheriger Höhepunkt in der Karriere der Südkoreanerin war die Teilnahme an den Olympischen Spielen 2006 von Turin, wo sie 34. über 1000 Meter und 25. über 500 Meter wurde.

## Weltcup-Platzierungen
| Platzierung | 100 m | 500 m | 1000 m | 1500 m | 3000/5000 m | Team |
| ----------- | ----- | ----- | ------ | ------ | ----------- | ---- |
| 1. Platz    |       |       |        |        |             |      |
| 2. Platz    |       |       |        |        |             |      |
| 3. Platz    |       |       |        |        |             |      |
| Top 10      |       | 1     |        |        |             |      |

(Stand: 7. Dezember 2007)